# Tuluma

Tuluma in het wapen van Tokelau

Een tuluma is een typisch Tokelaus opbergdoosje, speciaal ontworpen voor het opbergen van visgerei in kano's. De tuluma is zo ontworpen dat het deksel er niet vanzelf af kan wanneer de doos in het water zou vallen.
Recent onderzoek suggereert dat de tuluma oorspronkelijk afkomstig is uit Hawaï, en dat het doosje rond 1830 op Tokelau in gebruik is genomen. Gelijkvormige dozen uit 1790 werden in Hawaï gevonden, en het is daarom goed mogelijk dat het gebruik van deze opbergdozen inderdaad uit Hawaï stamt.
De tuluma staat afgebeeld op het wapen van Tokelau.